# Catherine Capdevielle
Catherine Capdevielle (ur. 2 września 1938 w Agnos) – francuska lekkoatletka, sprinterka.
Wystąpiła na igrzyskach olimpijskich w 1956 w Melbourne, gdzie odpadła w półfinale biegu na 100 metrów i eliminacjach sztafety 4 × 100 metrów. Na mistrzostwach Europy w 1958 w Sztokholmie odpadła w półfinale biegu na 100 metrów, a sztafeta 4 × 100 metrów z jej udziałem została zdyskwalifikowana w biegu eliminacyjnym.
Zdobyła brązowy medal w biegu na 100 metrów oraz zajęła 4. miejsce w sztafecie 4 × 100 metrów na letniej uniwersjadzie w 1959 w Turynie.
Zajęła 5. miejsce w finale biegu na 100 metrów oraz odpadła w półfinale biegu na 200 metrów na igrzyskach olimpijskich w 1960 w Rzymie.
Była mistrzynią Francji w biegu na 100 metrów w latach 1955, 1956, 1958 i 1960 oraz w biegu na 200 metrów w 1960, a także wicemistrzynią w biegu na 100 metrów w 1959.
Czterokrotnie poprawiała rekord Francji w biegu na 100 metrów do wyniku 11,4 s, uzyskanego 21 sierpnia 1960 w Koblencji, a dwukrotnie w biegu na 200 metrów do czasu 23,7 s, osiągniętego 26 czerwca 1960 w Kopenhadze. Czterokrotnie poprawiała rekord Francji w sztafecie 4 × 100 metrów do wyniku 46,1 s (19 sierpnia 1956 w Dijon).